# شهرداری لودزا
شهرداری لودزا (به لاتین: Ludza Municipality) یک شهرداری در لتونی است. شهرداری لودزا ۱۵٬۹۸۶ نفر جمعیت دارد.

## خواهرخوانده
شهرهای Aue, Hlybokaye, Maków, Łódź Voivodeship، مولتای، Nevel, Navapolatsk، پولوتسک، روکیشکیس، سبژ، سویشتوف و Zaslawye خواهرخوانده‌های شهرداری لودزا هستند.